# Saint-Vincent-du-Pendit
Saint-Vincent-du-Pendit település Franciaországban, Lot megyében. Lakosainak száma 226 fő (2022. január 1.). Saint-Vincent-du-Pendit Bannes, Saint-Céré, Saint-Paul-de-Vern és Saint-Jean-Lagineste községekkel határos.

## Népesség
A település népessége az elmúlt években az alábbi módon változott:
| Lakosok száma | 203  | 161  | 194  | 190  | 165  | 184  | 191  | 212  | 222  | 226  |
|               | 1968 | 1982 | 1990 | 2006 | 2013 | 2015 | 2017 | 2019 | 2020 | 2022 |